# Caquemte'El
Caquemte'El är en ort i Mexiko.   Den ligger i kommunen Chilón och delstaten Chiapas, i den sydöstra delen av landet, 800 km öster om huvudstaden Mexico City. Caquemte'El ligger 1 293 meter över havet och antalet invånare är 273.
Terrängen runt Caquemte'El är huvudsakligen kuperad, men söderut är den bergig. Runt Caquemte'El är det ganska tätbefolkat, med 54 invånare per kvadratkilometer. Närmaste större samhälle är Ocosingo, 18,0 km söder om Caquemte'El. I omgivningarna runt Caquemte'El växer i huvudsak städsegrön lövskog.